# Love and Honesty
Albums de BoA
Shine We Are!
(2003) K-pop Selection
(2004)
Singles
Love & Honesty est le troisième album japonais de BoA. Il sort aussi en « Perfect Edition » avec un DVD supplémentaire contenant des clips, making of, interview. L'album est certifié triple platine par le RIAJ. Il atteint la 1re place du classement de l'Oricon et reste classé 36 semaines pour un total de 653 630 exemplaires vendus.

## Liste des titres
| 1.  | Rock With You                                       | Shoko Fujibayashi                                                                | Hara Kazuhiro                                              | Akira                  | 4:13 |
| 2.  | Shine we are!                                       | Natsumi Watanabe                                                                 | Hara Kazuhiro                                              | Hara Kazuhiro          | 5:07 |
| 3.  | Some Day One Day ft. Verbal (m-flo)                 | Akira Takato                                                                     | Ken Harada                                                 | K-muto, Maeda Kazuhiko | 4:34 |
| 4.  | Love & Honesty                                      | BoA, Natsumi Watanabe                                                            | Face2Fake                                                  | Face2Fake              | 4:43 |
| 5.  | Midnight Parade                                     | Shoko Fujibayashi                                                                | Bounceback                                                 | Akira                  | 4:22 |
| 6.  | Be the One                                          | Stephen A. Kipner, David Frank, Nate Butler, Chinka Yasushi (paroles japonaises) | Stephen A. Kipner, David Frank, Nate Butler, Hara Kazuhiro | Hirata Shiyouitirou    | 3:32 |
| 7.  | Expect                                              | Narumi Yamamoto                                                                  | Ken Harada                                                 | Hirata Shiyouitirou    | 4:20 |
| 8.  | Over: Across Time                                   | Ryôshi Sonoda                                                                    | Ken Matsubara                                              | Ken Matsubara          | 5:50 |
| 9.  | Kokoro no Tegami (心の手紙)                         | Ryôshi Sonoda                                                                    | Tami Komori                                                | Tami Komori            | 4:50 |
| 10. | Double                                              | Natsumi Watanabe                                                                 | Kazuhiro Hara                                              | H•wonder               | 3:28 |
| 11. | Easy to Be Hard                                     | Aida Takeshi                                                                     | Akira                                                      | Akira                  | 4:55 |
| 12. | Song With No Name ~Namae no Nai Uta~ (名前のない歌) | Aida Takeshi                                                                     | Yoko Kuzuya                                                | Ken Matsubara          | 2:49 |
| 13. | Milky Way ~Kimi no Uta~ (君の歌)                    | Kenzie, Shoko Fujibayashi (paroles japonaises)                                   | Kazuhiro Hara                                              | Kazuhiro Hara          | 3:20 |

DVD
1. Shine We Are! (Vidéo　Clip)
2. Rock With You (Vidéo　Clip)
3. NO.1 (Vidéo　Clip)
4. Rock With You (Making of Vidéo　Clip)
5. Commercial　Films　(Bonus　Contents)
  1. Skechers TVCF (Valenti English Ver.)
  2. Calpis Water TVCF (Shine We Are!)
  3. Amino Calpis TVCF (Shine We Are!)
  4. Honda 「Come Come Honda!」 TVCF (Double)
  5. Lotte Macadamia Chocolate TVCF (Midnight Parade)
  6. Toshiba Keitai Denwa A5501T (au) TVCF (Rock With You)
6. Interview　(Bonus　Contents)